# Manuel Seidl
Manuel Seidl (ur. 26 października 1988 w Kirchschlag in der Buckligen Welt) – austriacki piłkarz grający na pozycji środkowego pomocnika w klubie SKU Amstetten, reprezentant swojego kraju w kategoriach U-20 i U-21.

## Kariera klubowa

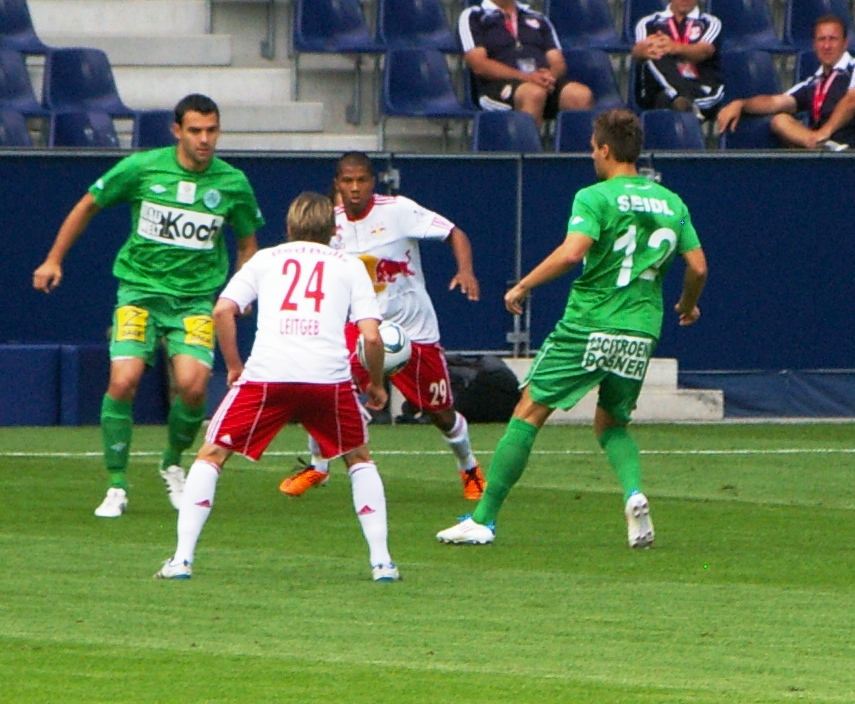
Manuel Seidl (z prawej) w meczu austriackiej Bundesligi z Red Bullem Salzburg w 2011 roku.

Pierwsze piłkarskie kroki Seidl stawiał w drużynach młodzieżowych drużyny ze swojego rodzinnego miasta – USC Kirchschlag. W wieku 15 lat przeniósł się do akademii piłkarskiej AKA St. Pölten, w barwach której, w latach 2005–2007, występował w rozgrywkach młodzieżowej Jugendligi U19. W dwóch sezonach zagrał w 27 meczach, zdobywając 2 gole.
Po ukończeniu 18 lat, Manuel Seidl został zakontraktowany przez zespół z austriackiej Bundesligi – SV Mattersburg. Początkowo został skierowany do drużyny rezerw, w której ogrywał się na trzecim poziomie rozgrywkowym. Będąc kluczowym zawodnikiem drugiego zespołu, został przeniesiony do kadry pierwszej drużyny, w której występuje regularnie od 2008 roku; jednakże regularność jego dalszych występów stoi pod sporym znakiem zapytania, gdyż w marcu 2013 roku doznał zerwania więzadła krzyżowego, co wykluczyło go z gry na około 6 miesięcy. W 2014 przeszedł do Wolfsberger AC, a w 2016 wrócił do Mattersburga.
W 2018 roku odszedł do SC Wiener Neustadt. W 2019 został zawodnikiem SKU Amstetten.

## Kariera reprezentacyjna
Manuel Seidl jest dawnym reprezentantem Austrii U-20 i U21. W sumie rozegrał 9 meczów w barwach drużyn młodzieżowych, głównie w ramach meczów towarzyskich, zaliczył jednak dwa występy w eliminacjach do Mistrzostw Europy U-21 w 2011 roku.